# Changhsingien
Stratigraphie
Wuchiapingien Indusien
Trias inférieur
Le Changhsingien (de 254,14 ± 0,07 à 251,904 ± 0,024 millions d'années) est l'étage géologique le plus récent du Permien. Cet étage est inclus dans la série géologique du Lopingien,. Il doit son nom au xian de Chángxīng dans la province chinoise du Zhejiang. Il est aussi connu sous les dénominations de Changxingien, Dewey Lake ou Tatarien.
Le Changhsingien s'est terminé par la plus grande extinction massive qu'ait connue la terre. Elle a affecté 90 % des espèces marines et 75 % des espèces terrestres. Le taux de disparition des espèces a atteint son maximum 1 Ma avant la fin de cet étage, qui marque également la fin de l'ère Paléozoïque.

## Stratigraphie
Le sommet du Wuchiapingien (qui est aussi la base du Changhsingien) est placé à la première apparition de l'espèce de conodontes Clarkina wangi.
Le sommet du Changhsingien (qui est aussi la base de l'étage de l'Indusien et du système du Trias) est placé à la première apparition de Hindeodus parvus.
| Période     | Époque        | Étage         | Âge (Ma)       |
| ----------- | ------------- | ------------- | -------------- |
| Trias       | inférieur     | Induen        | plus récent    |
| Permien     | Lopingien     | Changhsingien | 251,902–254,14 |
| Permien     | Lopingien     | Wuchiapingien | 254,14–259,51  |
| Permien     | Guadalupien   | Capitanien    | 259,51–264,28  |
| Permien     | Guadalupien   | Wordien       | 264,28–266,9   |
| Permien     | Guadalupien   | Roadien       | 266,9–273,01   |
| Permien     | Cisuralien    | Koungourien   | 273,01–        |
| Permien     | Cisuralien    | Artinskien    | –290,1         |
| Permien     | Cisuralien    | Sakmarien     | 290,1–293,52   |
| Permien     | Cisuralien    | Assélien      | 293,52–298,9   |
| Carbonifère | Pennsylvanien | Gzhélien      | plus ancien    |